# 天冬氨酸酰酶
ACY2（氨基酰化酶2，缩写ACY-2，也称为天冬氨酸酰酶，缩写ASPA）是一个人类基因 ASPA 编码的蛋白质，是一种催化N-乙酰天冬氨酸水解为天冬氨酸和乙酸的水解酶，EC编号3.5.1.15，位于人类第17号染色体上17p13.2区域。